# Sarah Stouffer
Sarah Stouffer est une actrice américaine qui s'est fait connaître par son rôle de Jackie dans le film lesbien Bloomington.

## Filmographie

### Cinéma
- 2010 : Bloomington : Jackie
- 2012 : A Day Away (court métrage) : la fille
- 2013 : Stay in the Car (court métrage) : Megan
- 2016 : Un Noël de Cendrillon : Candace.

### Télévision
- 2009 : Slacker P.I. (série télévisée) : Amanda
- 2012 : Workaholics (série télévisée) : Kim
- 2013 : Chastity Bites : Britney
- 2013 : Bones (série télévisée) : Allison Taylor / Anna Samuels
- 2013 : Betas (série télévisée) : Melissa
- 2013 : The New Normal (série télévisée) : Sienna
- 2013 : Spanners : Phoe
- 2014 : Criminal Minds (série télévisée) : Tabitha Ryan
- 2015 : Switched (série télévisée) : Tess Ritter (saison 4 épisode 5 et 8)